# Dolichopus polleti
Dolichopus polleti är en tvåvingeart som beskrevs av Henk J.G. Meuffels och Patrick Grootaert 1989. Dolichopus polleti ingår i släktet Dolichopus och familjen styltflugor.
Artens utbredningsområde är Belgien. Inga underarter finns listade i Catalogue of Life.